# Nîjnopokrovka, Starobilsk
Nîjnopokrovka (în ucraineană Нижньопокровка) este localitatea de reședință a comunei Nîjnopokrovka din raionul Starobilsk, regiunea Luhansk, Ucraina.

## Demografie
Componența lingvistică a localității Nîjnopokrovka
     Ucraineană (96,02%)
     Rusă (3,98%)
Conform recensământului din 2001, majoritatea populației localității Nîjnopokrovka era vorbitoare de ucraineană (96,02%), existând în minoritate și vorbitori de rusă (3,98%).